# 河南博物院
河南博物院是位于河南省郑州市的一所国家级的大型现代化综合博物馆，国家级重点博物院之一，前身是河南省博物馆。河南省博物院是中国近代较早创立的博物馆，自民國十六年在冯玉祥的主导下建立，距今已有八十多年历史，抗日战争期间，河南博物院的部分珍贵文物几经辗转最终被珍藏在台湾国立历史博物馆。大陸的河南博物院馆址几经变更，最初的馆址位于开封市龙亭区三胜街31号，1961年搬迁至郑州市。目前的馆舍于1997年开放，馆址位于河南省郑州市金水区农业路8号。
目前馆藏文物多来自于二十世纪初淅川、洛阳、三门峡、辉县、新郑、安阳等地的考古发掘，数量达13万多件，史前文物、商周青铜器、历代陶瓷器、玉器最具特色。其中国家一级文物与国家二级文物5000余件，历史文化艺术价值极高。当世中国之博物馆，以藏品而言，除故宫博物院外，河南博物馆当属第二。

## 历史沿革

### 创立

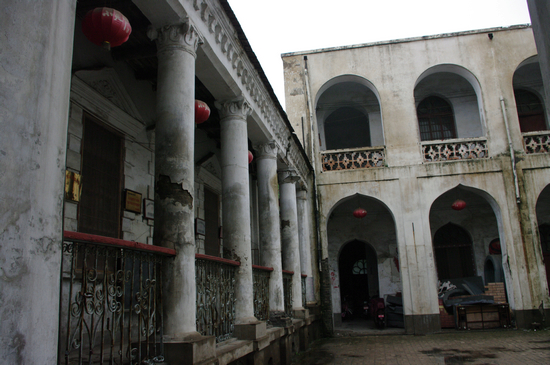
位于开封市三胜街的河南博物馆旧址，2019年10月被列入第八批全国重点文物保护单位

1923年夏，河南新郑一绅士李锐打井，无意间打出一座古墓，发掘出100多件青铜器。北洋陆军14师师长闻讯后向吴佩孚驰报。吴佩孚命令该师长将出土文物运至开封妥善保管，以垂久远。为了更好的保存这批文物，1927年7月在冯玉祥极力主张下于创立了河南博物馆，筹建于开封三圣庙街（今开封三胜街）河南法政学堂和河道总督衙门旧址。1928年5月，河南省政府为展现民族历史，宣传民族共和和世界大同的理想，将河南博物馆改名为“民族博物院”，“民族博物院”以“启发民众知识文明、激增革命思想、促进社会文明”为宗旨，在各地广征历史、民族服饰、自然、艺术等方面的实物资料于10月10日，大量运用模型等手段，成功举办了第一次陈列展览。1930年12月1日，“民族博物院”被定为社会教育机构，复名为“河南博物馆”，隶属于河南省教育厅。1931年1月20日，河南省教育厅专门颁布了《河南博物馆组织条例》，条列明确了河南博物馆以发扬固有文化、提倡学术研究、增长民众知识、促进社会文明为宗旨，同时设立了保管部、搜集研究部，成立了由河南民政厅厅长、河南教育厅厅长、河南大学校长、博物馆馆长等组成的七人理事会，将原来的19个陈列室缩减为7个，撤出大量民族服饰和模型，充实历史文物。1930年至1937年这8年是河南博物馆的辉煌时期，馆藏文物最为丰富，且涌现出以关百益为代表的一批高水平的文物研究员。

### 抗日战争爆發至新中国成立
1937年卢沟桥事变爆发后，国民政府为确保文物安全，于11月24日将原河南博物馆所藏文物精选珍品5,678件，拓片1,162张，图书1,472套（册）装68箱，用了三天时间运往汉口法租界租房保存。1938年9月，汉口沦陷之前，这批文物又被迫转移至重庆，保存在中央大學磁器口校舍中。
1949年11月，中華民國政府將存放于重庆的原河南博物馆文物中的珍貴文物5,119件，图书1,450套（册）装38箱与国立故宫博物院部分文物藏品一起运往台湾，後成为台北国立历史博物馆的主要藏品，其余30箱由中国人民解放军军管会接管。

### 中華人民共和國成立以後

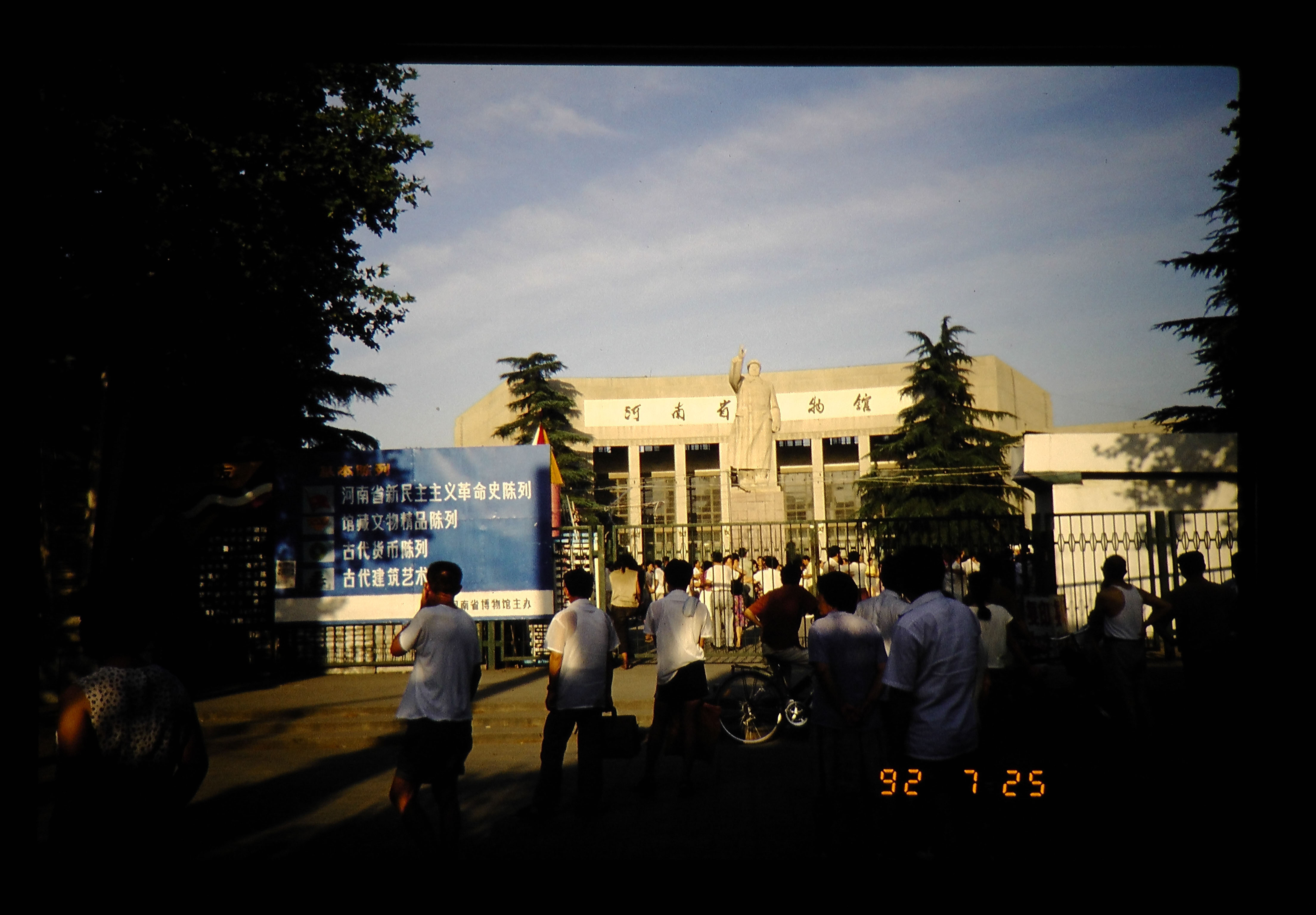
1961-1997年间的河南省博物馆馆舍，现已拆除，原址现为人民广场

1950年8月21日，存放于重庆的原河南博物馆剩余部分文物陆续运回河南。随着河南省会于1954年由开封迁至郑州，河南省博物馆于1958年在郑州紫荆山兴建了新馆舍，并于1961年迁至郑州。由于在建筑规模，内部设施上难以难适应当代博物馆的发展需要，河南省政府领导决定重新建设一座具有当今先进水平的现代化博物馆，1991年开始建设新馆，由中央和河南省累计投资近3亿人民币，1996年建成。1997年7月，原中原石刻艺术馆和河南省博物馆合并，在新址成立河南博物院。同年10月，应河南博物院邀请，时任台湾国立历史博物馆副馆长黄永川率团来豫访问，两馆自此拉开合作帷幕。
2015年7月14日，河南博物院闭馆对主展馆进行维修，工程主要涉及主展馆外部石材及玻璃幕墙更换、防水层和保温层更新，并加强主展馆建筑的抗震力。同时自当天起，西配楼一楼临时展厅举办“大象中原——河南古代文明瑰宝展”免费对外开放。至2020年9月24日，河南博物院主展馆方重新对外试开放。
2022年初，有消息稱河南博物院將於中牟縣白沙鎮象湖畔建設新院。建設新院的決定是在年初的河南省文化和旅游工作會議上提出，並已獲院長馬蕭林確認。

## 院徽

河南博物院的院徽

河南博物院的馆徽于2007年8月中旬公开征集。最终胜出的院徽的涵义如下：
标志模仿河南博物院主题馆的建筑外形，上部为仰斗以承“甘露”，下部为覆斗以纳“地气”。
上面的三角形与下面的三角形重叠区域的圆形“○”寓意中国古语的“天圆地方”。象征中国5000年的历史沉淀。
上下相交的三角形象征博物院的合作、交流、沟通和融合的精神。同时，该造型似一个“沙漏”，而沙漏在古代是一种计时工具，沙落下，时间流逝，历史是流逝时间的积累，博物院正是展现历史的场所，标志简练醒目、刚柔并济、稳重大方。
色彩方面，运用了沉稳、内敛、厚重的暗红色和代表辉煌历史和灿烂文明的的金色。

## 馆舍
河南博物院占地面积10余万平方米，建筑面积7.8万平方米。主展馆位于院区中央，外形取位于河南登封的元代古观星台为雏形，故呈金字塔形，冠部为方斗形，上扬下覆，取上承“甘露”、下纳“地气”之意，寓意中原为华夏之源，融汇四方。外部墙面为土黄褐色，取中原“黄土”“黄河” 孕育了华夏文明之意，主馆正面从上至下有浅蓝色的透明窗与自上而下的透明采光带，具有“黄河之水天上来”的磅礴气势。主馆后为文物库房。

## 陈列展览

### 常设展览

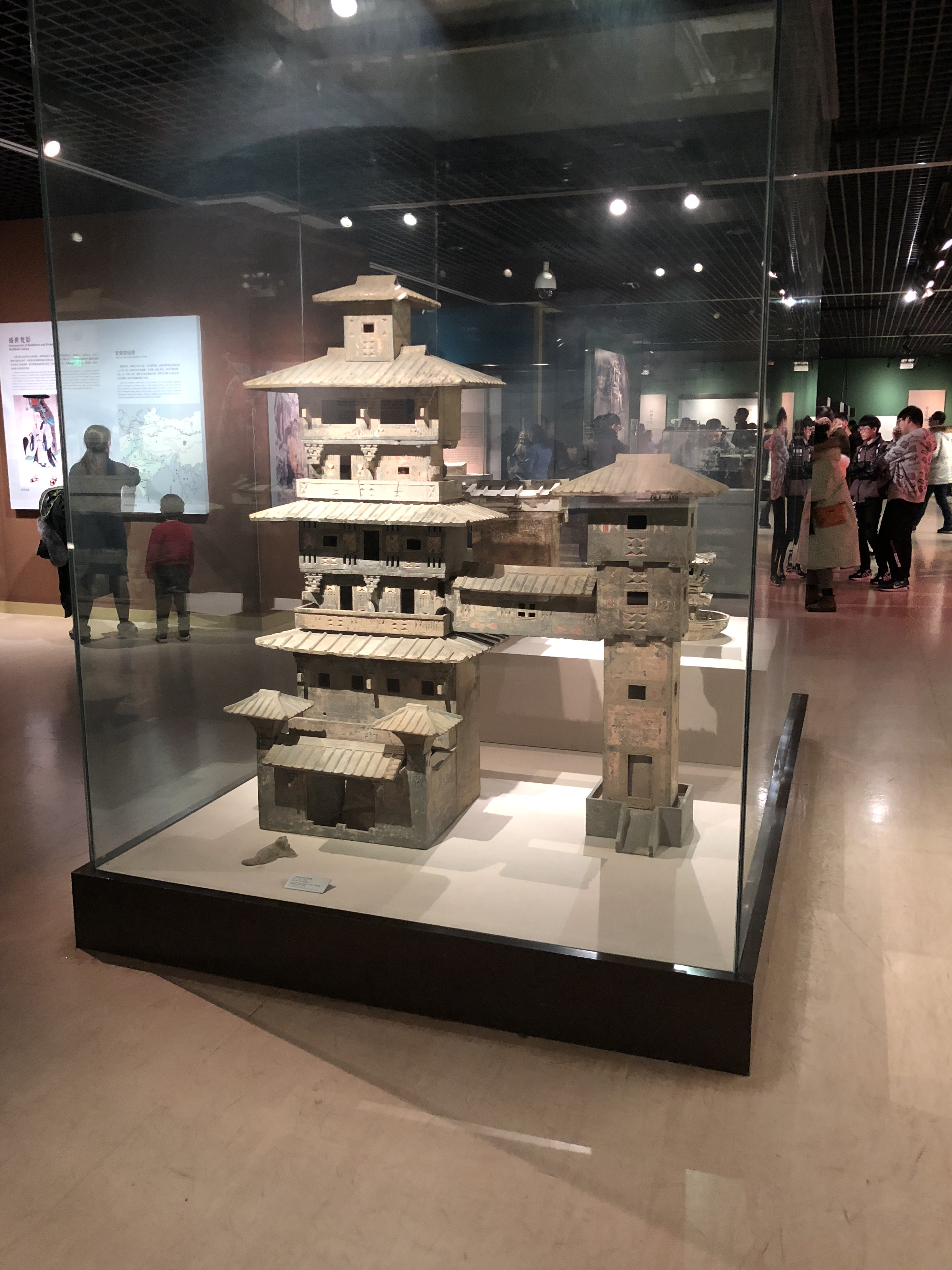
七层连阁绘彩陶楼。东汉1993年焦作市白庄M6墓出土。

2020年9月24日重新开放后，河南博物院设有五个常设展览：
基本陈列为“泱泱华夏 择中建都”，位于主展馆一至三层，共分十个展厅，分为新石器时代、夏商、西周、东周、秦汉魏晋南北朝、隋唐、宋金元七个部分。
- 第一展厅主题为新石器时代，展品主要为从裴李岗文化时期、仰韶文化时期到河南龙山文化时期的文物，展示了中原地区的文明起源。主要展品包括贾湖骨笛、彩陶双联壶等。
- 第二展厅主题为夏商时期，展品包括从夏商时期各个遗址出土的文物。登封王城岗、禹州瓦店、巩义花地嘴等中原龙山文化末期的夏初遗址，展现了早期夏人的活动轨迹。以二里头遗址为代表的夏代都城，以及以郑州商城、安阳殷墟为代表的商代都城，从城、宫殿、礼器等多个层面，反映出夏商时期都邑的政治、经济、物质文化等。主要展品包括妇好鸮尊、兽面乳钉纹方鼎等。
- 第三展厅主题为西周时期，展品包括从洛阳北窑西周墓、鹿邑长子口墓、三门峡虢国贵族墓地和平顶山应国贵族墓地等西周时期墓葬出土的西周时期文物。
- 第四展厅主题为东周时期，展品包括东周时期的出土文物，以三晋和楚国的文物为主。
- 第五展厅与第六展厅主题为秦汉魏晋南北朝时期，展示秦朝、两汉、三国、晋朝和南北朝时期的文物，主要展品包括永城芒砀山出土的四神云气图和金缕玉衣等。
- 第七展厅与第八展厅主题为隋唐时期，第七展厅主要展现隋唐洛阳城的场景和同期文物，包括武则天金简等，第八展厅展品则以唐三彩和唐俑为主。
- 第九展厅与第十展厅主题为宋金元时期，第九展厅主要展示北宋东京城的场景及同期文物，第十展厅以宋朝的陶瓷展品为主，主要展品包括汝窑天蓝釉刻花鹅颈瓶。

除基本陈列外，河南博物院的常设展览还包括以下展览：
- 明清河南：位于主展馆三层第十四展厅，展示明清时期的河南文化[6]。
- 丹淅吉金——中原楚国青铜艺术：位于主展馆四层第十三展厅，主要展示丹淅流域出土的楚国青铜器。被选为九大镇馆之宝之一的云纹铜禁即于此展览展出[7]。
- 巧工遗珍——院藏明清珍宝展：位于主展馆四层第十四展厅，展品包括明清时期的漆器、玉器、牙雕、珐琅器、瓷器[8]。
- 中原古代石刻艺术：位于主展馆一层西侧第十五展厅，展品包括汉代画像石刻、陵墓石雕、墓志和佛教造像[9]。

### 临时展览
主要用来陈列各种文化交流与合作的展览，新馆开放以来，先后与国内外各个机构单位合作交流，有“金色王朝－－故宫御用金银器特展”、“意大利文艺复兴时期绘画巨匠原作展 ”、“国家宝藏”、“三千大千世界：台北历史博物馆藏张大千书画展”、“华夏文明之源”等众多展览。

## 镇院之宝
妇好鸮尊：1976年出土于河南安阳殷墟妇好墓，系商代晚期器物。通高45.9厘米，口径16.4厘米。盛酒器，形体呈猫头鹰状，昂首、圆目、宽喙、小耳、高冠，双翅并拢，双足与垂尾共为三点支撑，后颈有口，上有盖。内壁铸“妇好”二字铭文。背有兽首弓形鋬。器身满布缛丽的纹饰，造型典雅凝重，为商器之精品。
莲鹤方壶：1923年出土于新郑城关李家楼村郑公大墓，为河南博物院最早藏品之一，为保护及研究此墓所出土之珍贵文物亦是河南博物院创院初衷之一。壶高120厘米，口径31厘米，为春秋时期器物。 壶上有冠盖，壶冠呈双层盛开的莲瓣形；中间平盖上立一展翅欲飞之鹤；器身长劲，壶颈两侧用附壁回首之龙形怪兽为耳；垂腹，腹部四角各攀附一立体小兽；圈足，下有两侧首吐舌状卷尾兽，倾其全力承托重器；器身满饰蟠螭纹。该壶造型宏伟气派，装饰典雅华美。
武曌金简：1982年出土于中岳嵩山峻极峰，唐代早期遗物，这是中国目前发现唯一的一枚皇帝金简。金简呈长方形，长36.2厘米，宽8厘米，厚0.1厘米，重223.5克。正面镌刻双钩楷书铭文3行63字，“大周国主武曌好乐真道，长生神仙，谨诣中岳嵩高山门，投金简一通，乞三官九府除武曌罪名。太岁庚子七月甲申朔七日甲寅，小使臣胡超稽首再拜谨奏。”，是武则天在久视元年（公元700年）七月七日来嵩山祈福，遣宫廷太监胡超向诸神投简以求除罪消灾。
汝窑天蓝釉刻花鹅颈瓶：1987年出土于河南宝丰清凉寺汝官窑遗址，是北宋晚期器物，中国唯一考古出土的汝窑珍品。高19.6厘米，口径5.8厘米，足径8.4厘米。敞口细颈，下有圈足，颈部长腹分别刻以折枝莲花，器表满施天蓝釉，光亮滋润，布满开片。瓷瓶为传世御用汝瓷中绝无仅有，也为刻花汝官瓷的鉴定提供了实物依据。刻花鹅颈瓶不仅造型讲究，而且用刻花装饰，更饰以天蓝釉，保存完整无缺，实在弥足珍贵。
杜岭方鼎：1974年出土于河南郑州商城遗址，是商代早期器物，高87厘米，口边61厘米×61厘米。是目前人类所能认知的年代最早、体量最大、铸造最为完美、保存最为完整的青铜重器。 更是中国乃至世界在青铜时代所创造的第一座青铜文明纪念碑。该鼎为多范分铸而成。口呈长方形，上立二次铸成的拱形立耳一对，深腹，腹壁微内敛，平底，下有四个上粗下细的空柱形足，器身四面和四隅各铸单线兽面纹一组。每面两侧与下部饰乳钉纹，足上部各饰兽面纹。这是中国目前发现时代最早的大型铜方鼎，是研究商代前期青铜冶铸的宝贵资料。
- 妇好鸮尊
- 莲鹤方壶
- 武曌金简
- 汝窑天蓝釉刻花鹅颈瓶

贾湖骨笛：1987年出土于河南省舞阳县贾湖遗址，贾湖骨笛是中国目前出土的年代最早的乐器实物，距今已有约8000年历史，被称为“中华第一笛”。骨笛长23.1厘米，七孔，为鹤类胫骨所制。演奏试验和测音结果表明，舞阳骨笛已经具备七声音阶结构，发音准确，音质也较好，至今仍可吹奏旋律。
云纹铜禁：1978年出土于河南省淅川淅川下寺2号楚墓（子庚墓）。出土时的云纹铜禁是数百块碎片，整整装了两个麻袋，后来由中国国内为数不多的知名青铜器修复专家王长青花费了两年多的时间成功修复。云纹铜禁是中华人民共和国国家一级文物，也是64件禁止出国（境）展览的文物之一。其工艺精湛复杂，令人叹为观止。此禁整体用失蜡法（熔模工艺）铸就。通高28.8厘米，长103厘米，宽46厘米。春秋时期器物。禁为承置酒器的案，其器身以粗细不同的铜梗支撑多层镂空云纹，十二只龙形异兽攀缘于禁的四周，另十二只蹲于禁下为足。
四神云气图：1987年出土于河南永城芒砀山梁国王陵区柿园墓，是西汉早期壁画，壁画南北长5.14米，东西宽3.27，面积16.8平方米。柿园墓的主人是西汉梁国第二代王--梁共王刘买，是大名鼎鼎的梁国开国藩王梁孝王刘武（汉文帝次子）的儿子。这幅四神云气图出现的时间要比闻名于世的敦煌壁画还早600年左右，是中国目前所见时代最早、画面最大、级别最高、保存最为完整的壁画。
玉柄铁剑：1990年出土于河南省三门峡市虢国墓（虢季墓），身长20厘米，茎长13厘米，西周晚期器物。 剑身为铁质，铁质剑身与铜芯相接，铜芯部嵌入玉茎内。剑首及茎身接合部均镶以绿松石片。出土时已折为两段，剑身外包一层丝织品，并被装在用皮革精心制作的剑鞘内。这把玉柄铁剑，将中国冶铁史向前推进了200年，被誉为“中华第一剑”。
- 贾湖骨笛
- 云纹铜禁
- 四神云气图
- 玉柄铁剑

## 交通
| 博物院站 | 博物院站              | 博物院站              | 博物院站              | 博物院站              |
| 编号     | 路线                  | 路线                  | 路线                  | 备注                  |
| -------- | --------------------- | --------------------- | --------------------- | --------------------- |
| B2       | 西三环化工路          | ⇆                     | 中州大道站            | 使用无轨电车运营      |
| B11      | 中州大道黑庄          | ⇆                     | 环翠路公交站          |                       |
| B18      | 文化路杲村公交站      | ⇆                     | 民生东街正光路        |                       |
| B102     | 已于2024年8月12日停办 | 已于2024年8月12日停办 | 已于2024年8月12日停办 | 已于2024年8月12日停办 |

| 农业路文博东路 | 农业路文博东路         | 农业路文博东路         | 农业路文博东路         | 农业路文博东路         |
| 编号           | 路线                   | 路线                   | 路线                   | 备注                   |
| -------------- | ---------------------- | ---------------------- | ---------------------- | ---------------------- |
| G83            | 华山路淮河路           | ⇆                      | 经三路农科路           |                        |
| 93             | 已于2023年10月26日停办 | 已于2023年10月26日停办 | 已于2023年10月26日停办 | 已于2023年10月26日停办 |
| S158           | 北三环沙口路           | ⇆                      | 紫荆山金水路西         | B2路支线               |
| S160           | 郑州海洋馆             | ⇆                      | 农业路政七街           |                        |
| Y27            | 索凌路杲村公交站       | ⇆                      | 紫荆山花园路           | 夜间服务               |